# Васильківська сільська рада (Лохвицький район)
Васильківська сільська рада — колишній орган місцевого самоврядування у Лохвицькому районі Полтавської області з центром у місті Лохвиця.

## Населені пункти
Сільраді були підпорядковані населені пункти:
- c. Васильки
- c. Гаївщина
- c. Христанівка